# Jonathan-Heimes-Stadion am Böllenfalltor
A Jonathan-Heimes-Stadion am Böllenfalltor egy labdarúgó-stadion a németországi Darmstadt városában. Jelenleg a Bundesligában szereplő SV Darmstadt 98 hazai pályájaként szolgál.
A stadiont 1921-ben építették, azóta többször felújították. Összesen 30 000 férőhelyes, ám a hatályos biztonsági előírások miatt csak 17 000 néző befogadására alkalmas.
A létesítmény építése óta a Stadion am Böllenfalltor nevet viseli. 2014-ben a Merck KGaA vegyszer- és gyógyszergyártó vállalattal kötöttek szponzori szerződést, ezt követően a Merck Stadion am Böllenfalltor nevet viselte. A stadiont a 2016-2017-es szezonban a klub rákban elhunyt szurkolója után, Jonathan-Heimes-Stadion am Böllenfalltornak nevezik.